# Soulslike
Un Soulslike, o Souls-like, es un subgénero de los videojuegos de rol de acción o acción y aventura caracterizado por altos niveles de dificultad y una trabajada narrativa de mundo (usualmente en una ambientación de fantasía oscura). Tiene sus orígenes en la serie Dark Souls de FromSoftware, cuya temática y mecánicas influenciarían notablemente a varias otras obras. Los Soulslikes desarrollados por FromSoftware en sí son más específicamente referidos como videojuegos Soulsborne, un portmanteau de Souls y Bloodborne, otro videojuego de la compañía. El término Soulslike ha sido adoptado por numerosos periodistas y desarrolladores, aunque también ha recibido críticas respecto a si de verdad se le puede catalogar como género o si no es más que una colección de mecánicas compartidas.

## Características

### Jugabilidad
Los videojuegos Soulslike comúnmente poseen un alto nivel de dificultad, donde la muerte repetida del jugador es esperada e incorporada como parte de la jugabilidad, perdiendo todo el progreso si es que no se han alcanzado ciertos puntos de guardado. En los Soulslikes también suele haber formas de mejorar permanente las habilidades del personaje jugador, a menudo mediante algún tipo de moneda que se puede ganar y gastar, pero que igualmente se puede perder entre las muertes si es que no se administra bien, similar a las almas en la serie Souls. Esta mecánica sirve para evitar un «estado de fracaso absoluto», donde se reinicia completamente el juego y se pierde todo el progreso, pero aún proveer un sistema de arriesga y gana para hacer el juego desafiante para el jugador. La necesidad de perder parcialmente el progreso y tener que volver a jugar tras morir puede ser visto como un tipo de mejora personal para el jugador, ya sea por la mejora gradual de su personaje o el desarrollo de sus propias habilidades y estrategias en el juego. Según James Silva, desarrollador de Salt and Sanctuary, los Soulslikes dan una «exploración deliberada y significativa» de cada parte del juego, incluyendo su ambiente y mundo, las mejoras de personaje, y el combate, todo a través del aprendizaje por medio del fallo. El combate en los videojuegos Soulslike suele ser metódico, requiriendo que el jugador monitoreé constantemente la energía para evitar el sobreesfuerzo de su personaje, y a menudo se basa en una exclusiva «prioridad de animación», que evita que los movimientos de las acciones del jugador puedan ser cancelados hasta que su animación haya finalizado, dejándole expuesto y vulnerable a los ataques enemigos.

### Ambientación y trama
Los videojuegos Soulslike son comúnmente definidos por su ambientación de fantasía oscura, la falta de una narración de historia clara, y por su profunda y cautivante construcción de mundos, siendo citada esta última como la pieza clave para provocar que los jugadores deseen explorar. Para causar una sensación de misterio, la trama está usualmente pensada para ser descubierta y reconstruida por los mismos jugadores durante el transcurso del juego, esto a través de pequeños fragmentos de historia en los entornos, descripciones de objetos y diálogos crípticos. Pese a su temática oscura, la ambientación de los Soulslikes a veces da paso a la inclusión de algún alivio cómico, como interacciones inesperadas (p. ej. acariciar un gato), reacciones graciosas por parte de los NPC, trajes y armas peculiares, e inusuales maneras de morir, a menudo en forma de comedia física, tales como ser devorado por un mímico.

## Historia
El género tiene sus orígenes en Demon's Souls (2009), videojuego desarrollado por FromSoftware y dirigido por Hidetaka Miyazaki. En este se introducirían los principios básicos con los que continuarían en la serie Dark Souls, empezando con el lanzamiento de Dark Souls en 2011. Los Soulslike de FromSoftware en específico son conocidos como Soulsborne, un portmanteau de Dark Souls y Bloodborne (2015); otros juegos considerados parte de la categoría, además de los ya mencionados, son Sekiro: Shadows Die Twice (2019) y Elden Ring (2022).
Algunos videojuegos descritos como Soulslikes son Lords of the Fallen (2014), Titan Souls (2015), DarkMaus (2016), Salt and Sanctuary (2016), la serie Nioh, la serie The Surge, Dead Cells (2018), Darksiders III (2018), Ashen (2018), Dark Devotion (2019), Remnant: From the Ashes (2019), Blasphemous (2019), Code Vein (2019), Star Wars Jedi: Fallen Order (2019), Hellpoint (2020), Mortal Shell (2020), Chronos: Before the Ashes (2020) y Stranger of Paradise: Final Fantasy Origin (2022).
Videojuegos fuera del género que han sido citados con tener influencia de la serie Souls incluyen a The Witcher 2: Assassins of Kings (2011), Shovel Knight (2014), Destiny (2014), The Witcher 3: Wild Hunt (2015), God of War (2018) y Assassin's Creed Odyssey (2018). Mecánicas similares de muerte son ocupadas en videojuegos como Nier: Automata (2017) y Hollow Knight (2017).

## Recepción
En entrevistas con Niall O'Donoghue para VG247, se denotaría que diversos desarrolladores de videojuegos Soulslike veían ser catalogados parte del género como algo positivo que ayudaba a dar una descripción útil para los jugadores. Sin embargo, algunos pensaban que esto podría ser engañoso, causando que esperaran ciertas cosas que finalmente no poseen todos los juegos. Un ejemplo de esto sería cuando los jugadores terminaron decepcionados al descubrir que Remnant: From the Ashes era principalmente un videojuego de disparos, pese a estar caracterizado como un Soulslike.
Austin Wood de PC Gamer criticaría el apelativo Soulslike, diciendo que tratar a los juegos Souls como un modelo «induce al error» de creer que varios juegos catalogados como tal son similares a los Souls cuando en realidad son bastante diferentes. Llamaría al apelativo Soulslike, junto a los de Metroidvania y roguelike, como «jergas» que «ignoran lo que los hace únicos [a los videojuegos]». Mark Brown de Game Maker's Toolkit también desestimaría el término Soulslike, catalogandolo como sobrerrestrictivo, y que forzaba a los juegos a seguir un modelo, evitando que su diseño avance. En reacción a su argumento, Bruno Dias de Vice respondería que su comparación de los Soulslikes con los roguelikes no era válida porque las limitaciones de estos últimos habían nacido como una afición al género. También agregaría que los Soulslikes no necesitaban avanzar todavía porque no tenían ningún problema de comercialidad.